# Телекурьер
Телекурьер — информационно-познавательная телепрограмма о различных проблемах жизни города и людей, которая выходила в эфир на Ленинградском телевидении (позже — на Пятом канале) в периоды с 1985 по 1993 и с 2004 по 2009 год.
С 1 сентября 2017 года «Телекурьер» выходит по будням на Телеканале «78».

## История

### 1985-1993

Логотип «Телекурьера» образца 1985 года

Логотип «Телекурьера» образца 2009 года

Ленинградская студия 23 марта 1985 года выпустила передачу «Телекурьер». С 1987 года «Телекурьер» из Ленинграда смотрела вся страна.
Оранжевый «Рафик», расписанный телефонами программы, весь день колесил по городу в поисках новостей, для того чтобы этим же вечером выдать их в эфир. Живая обратная связь со зрителем, раскованные, небанальные, подчас курьёзные этюды городской жизни, ничуть не обременённые официозом, а также небывало поздние выходы в эфир (кончались выпуски далеко за полночь, почти синхронизируясь с реальным временем) — всего этого раньше не могло быть на советском телевидении.
…Некоторые сюжеты „Телекурьера“ казались невероятно смелыми. Например, критика городских властей ещё недавно казалась немыслимой на советском телевидении. Реальная жизнь ленинградцев в коммуналках, бедность, закрытая смольнинская столовая, в которой ресторанные деликатесы продавались по ценам дешёвой заводской столовой, — и это в стране победившего социализма!…журнал «Отчизна», январь 1991 год
Именно в «Телекурьере» состоялся дебют на телевидении Светланы Сорокиной, будущей звезды отечественного телеэкрана. Несколько программ вёл Александр Невзоров.
Ведущие: Наталия Антонова, Вадим Медведев, Кирилл Набутов, Светлана Сорокина, Жанна Козина и другие.
Песни Сергея Самойлова.
25 декабря 1993 года программа "Телекурьер" на Санкт-Петербургском канале закрылась.

### 2004-2009
С 3 апреля 2004 года передача вновь в эфире, с новым номером телефона, новыми корреспондентами, новой машиной и новыми репортажами, но со старым временем в эфире — по субботам, четыре раза в день.
С 7 июля 2007 года выпуск программы для телезрителей Российской Федерации был прекращён. После возвращения из отпуска ( уже 3 сентября того же года) передача выходит в эфир только для Санкт-Петербурга и Ленинградской области в качестве рубрики передачи «Говорит и показывает Петербург» («Петербургский час»).
С 17 декабря 2009 года рубрика «Телекурьер» в рамках «Петербургского часа» на «Пятом канале» была упразднена.
Лучшие выпуски старого «Телекурьера» с участием легендарных ведущих «Пятый канал» показывал в ночном эфире в новогодние каникулы 2008 и 2009 года, а также в программе «Так это было...» .

### С 2017 года
С 1 сентября 2017 года возобновлённый «Телекурьер» выходит по будним дням в прямом эфире на Телеканале «78» с понедельника по пятницу в 12:30. Ведущие:
- Евгений Ошин
- Анастасия Черноволова
- Анастасия Крылова (осень 2019)
- Евгения Агафонова (до ноября 2019 года)
- Павел Архипкин (до весны 2018 года)
- Кирилл Пищальников (до зимы 2023 года)
- Дмитрий Володин (до 2020)